# Нідерзорен
Нідерзорен (нім. Niedersohren) — громада в Німеччині, розташована в землі Рейнланд-Пфальц. Входить до складу району Рейн-Гунсрюк. Складова частина об'єднання громад Кірхберг.
Площа — 3,90 км2. Населення становить 441 ос. (станом на 31 грудня 2020).